# SN 2011gf
SN 2011gf – supernowa typu Ia odkryta 18 września 2011 roku w galaktyce A211224-0748. W momencie odkrycia miała maksymalną jasność 16,60m.